# 捷连季·什特科夫
捷连季·福米奇·什特科夫（1907年3月13日—1964年10月25日），苏联白羅斯裔陆军上将，外交官。曾任联共（布）列宁格勒州委第二书记，卡卢加州副州长，驻朝鲜特命全权大使，苏共诺夫哥罗德州、滨海边疆区委第一书记等职务。

## 生平
- 1907年2月28日（格里历：3月13日）出生于維捷布斯克省戈罗多克区柳布基村的一个农民家庭。小学毕业后在家乡做过工人和农民。
- 1925年6月-1929年9月，列宁格勒无产阶级蒸汽机车厂车工。1925年加入共青团。1927年毕业于列宁格勒职业技术学校。1929年9月加入联共（布）。
- 1929年9月-1931年2月，共青团列宁格勒无产阶级蒸汽机车厂党委宣传部工作。
- 1931年2月-7月，共青团列宁格勒无产阶级蒸汽机车厂党委书记。1931年毕业于列宁格勒工人机械技术夜校。
- 1931年7月-11月，列宁格勒无产阶级蒸汽机车厂生产部长。
- 1931年11月-1933年1月，共青团列宁格勒市沃洛达尔区委组织部长。
- 1933年1月-1936年4月，共青团列宁格勒市十月区委书记。
- 1936年4月-1937年2月，联共（布）列宁格勒市安德烈·马蒂造船厂党委副书记。
- 1937年2月-7月，联共（布）列宁格勒国立伏罗希洛夫第174工厂党委书记。
- 1937年7月-9月，列宁格勒市十月区区长。
- 1937年9月-1938年6月，联共（布）列宁格勒州维堡区委第一书记。
- 1938年6月-1945年1月，联共（布）列宁格勒州委第二书记。

期间：

1939年12月-1940年6月，第7集团军军事委员会委员。

1940年6月-1941年7月，列宁格勒军区军事委员会委员。

1941年7月-10月，西北方面军军事委员会委员。

1941年10月-1943年4月，列宁格勒方面军军事委员会委员。

1943年4月-1944年2月，沃尔霍夫方面军军事委员会委员。

1944年2月-1945年3月，卡累利阿方面军军事委员会委员。

- 1945年4月-8月，远东方面军滨海边疆区军事委员会委员。
- 1945年8月-9月，远东第1方面军军事委员会委员。
- 1945年10月-1947年1月，滨海军区军事委员会委员。
- 1947年1月-1948年10月，滨海边疆区军区政治事务副司令员。
- 1948年10月-1950年12月，驻朝鲜民主主义人民共和国特命全权大使。因战争初期人民军失败被免职。
- 1950年12月-1951年8月，苏联外交部远东司工作。1951年2月被开除现役部队，进入预备役。
- 1951年9月-1953年12月，卡卢加州副州长。
- 1953年12月-1954年1月，苏共中央驻莫斯科巡视员。
- 1954年1月-1956年1月，苏共诺夫哥罗德州委第一书记。
- 1956年1月-1959年4月，苏共滨海边疆区委第一书记。
- 1959年5月-1960年7月，驻匈牙利人民共和国特命全权大使。
- 1961年9月-1962年11月，俄罗斯苏维埃联邦社会主义共和国国家监察委员会主席。
- 1962年12月-1964年10月，苏共中央俄罗斯局兼俄罗斯苏维埃联邦社会主义共和国监察委员会副主席。
- 1964年10月25日于莫斯科逝世，终年57岁。葬于列宁格勒神学公墓。

什特科夫是联共（布）第18次代表会议，苏共20-21大代表，第18届中央候补委员，第20-21届中央委员；第1-2,4-5届苏联最高苏维埃联盟院代表。

## 战后朝鲜
什特科夫是盟軍託管朝鮮時期的蘇聯民政廳实际上首任最高领导人，1945年至1948年苏联对朝鲜军事占领期间最高首领。朝鲜建国后担任苏联首任驻朝鲜大使。什特科夫对金日成的支持对其上台执政至关重要。什特科夫与金日成曾共同说服斯大林允许朝鲜发动朝鲜战争。他的遺稿後來被出版，名為《什特科夫日記》，是研究战后朝鮮半島歷史的重要史料。

## 军衔
- 旅政委（准将，1939）
- 少将（1942.6.12）
- 中将（1943.8.24）
- 上将（1944.11.2）
- 中将（1951.2.3，根据苏联最高苏维埃主席团法令降职）
- 上将（1956.2.8恢复）

## 荣誉
苏联：
- 三次列宁勋章
- 红旗勋章（1940）
- 一级苏沃洛夫勋章（1944）
- 三次一级库图佐夫勋章（1944.3,1944.7，1945）
- 保卫列宁格勒奖章
- 保卫苏联北极地区奖章
- 1941-1945年伟大卫国战争战胜德国奖章
- 战胜日本奖章
- 苏维埃陆军海军三十周年奖章
- 苏联武装力量四十周年奖章
- 列宁格勒建城两百五十周年奖章

朝鲜：
- 三级国旗勋章
- 祖国解放勋章

## 備注
1. ↑  俄語羅馬化：Terenty Fomich Shtykov
2. ↑  白羅斯語羅馬化：Tsyarentsiy Famich Shtykaw